# Appleby Global Group Services

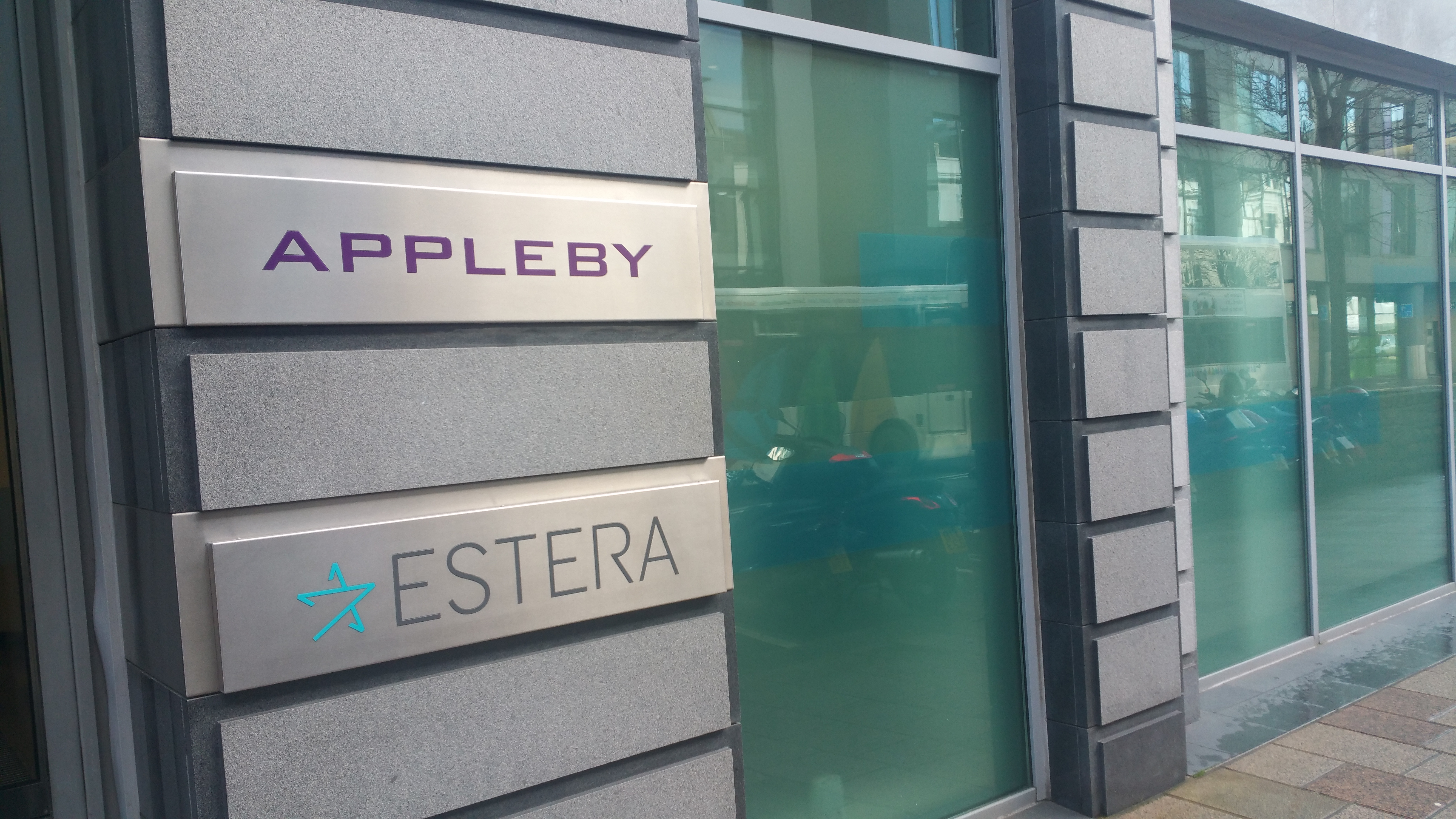
Filiale in St Helier, Jersey

Appleby Global Group Services Limited ist ein global tätiges Rechtsdienstleistungsunternehmen mit Sitz in Douglas auf der Isle of Man. Appleby hat nach eigenen Angaben weltweit 470 Mitarbeiter, darunter 60 Partner.

## Geschichte
Das Unternehmen wurde 1898 als Privatkanzlei von Major Reginald Appleby auf den Bermuda-Inseln gegründet. Appleby in seiner heutigen Form entstand durch die Fusion der Anwaltskanzlei Hunter & Hunter aus Bermuda, Appleby Spurling Kemp, und der Anwaltskanzlei Hunter & Hunter aus Cayman Islands im April 2004 und die anschließenden Fusionen mit der in Jersey ansässigen Firma Bailhache Labesse im September 2006.
Appleby gab am 15. Juni 2008 die Fusion mit Dickinson Cruickshank & Co. auf der Isle of Man bekannt, wodurch es mit 73 Partnern und 200 Anwälten die größte Offshore-Anwaltskanzlei der Welt ist.
2015 wurde die Treuhandsparte verkauft; diese firmiert seitdem als Estera.

## Geschäftstätigkeit
Das Unternehmen ist auf Wirtschaftsrecht und Investorenberatung spezialisiert und bietet vielfältige Dienstleistungen für Briefkastenfirmen an.

## Niederlassungen
- Hamilton, Bermuda
- George Town, Cayman Islands
- Port Louis, Mauritius
- Mahé, Seychellen
- Road Town, Britische Jungferninseln (Britisches Überseegebiet)
- Douglas, Isle of Man, Kronbesitzung der britischen Krone
- Saint Peter Port, Guernsey, Kronbesitzung der britischen Krone
- Saint Helier, Jersey, Kronbesitzung der britischen Krone
- Hongkong, Volksrepublik China
- Shanghai, Volksrepublik China

## Paradise Papers
Als Paradise Papers werden vertrauliche Unterlagen der Anwaltskanzlei und Offshore-Dienstleisterin Appleby und der kleineren Treuhandfirma Asiaciti Trust aus Singapur bezeichnet. Sie stellen in tausenden Fällen die Geschäfte zur Steuervermeidung und Steuerhinterziehung einiger der weltweit größten multinationalen Konzerne und Milliardäre mittels Verschleierung, Splittung und Geldwäsche dar. Dazu wurden Briefkastenfirmen gegründet und Steueroasen genutzt. In den ausgewerteten Unterlagen finden sich Datensätze zu mehr als 120 Staats- und Regierungschefs und Politikern aus 47 Ländern, darunter auch die britische Königin Elisabeth II. sowie US-Handelsminister und Multimilliardär Wilbur Ross.
Die Rechercheergebnisse wurden am 5. November 2017 zeitgleich weltweit durch Journalisten des International Consortium of Investigative Journalists (ICIJ) öffentlich gemacht. Die beteiligten Reporter werteten 13,4 Millionen Dokumente, darunter 6,8 Mio. vertrauliche Dokumente aus einem Datenleck der Anwaltskanzlei, aus.